# Guldborgsund

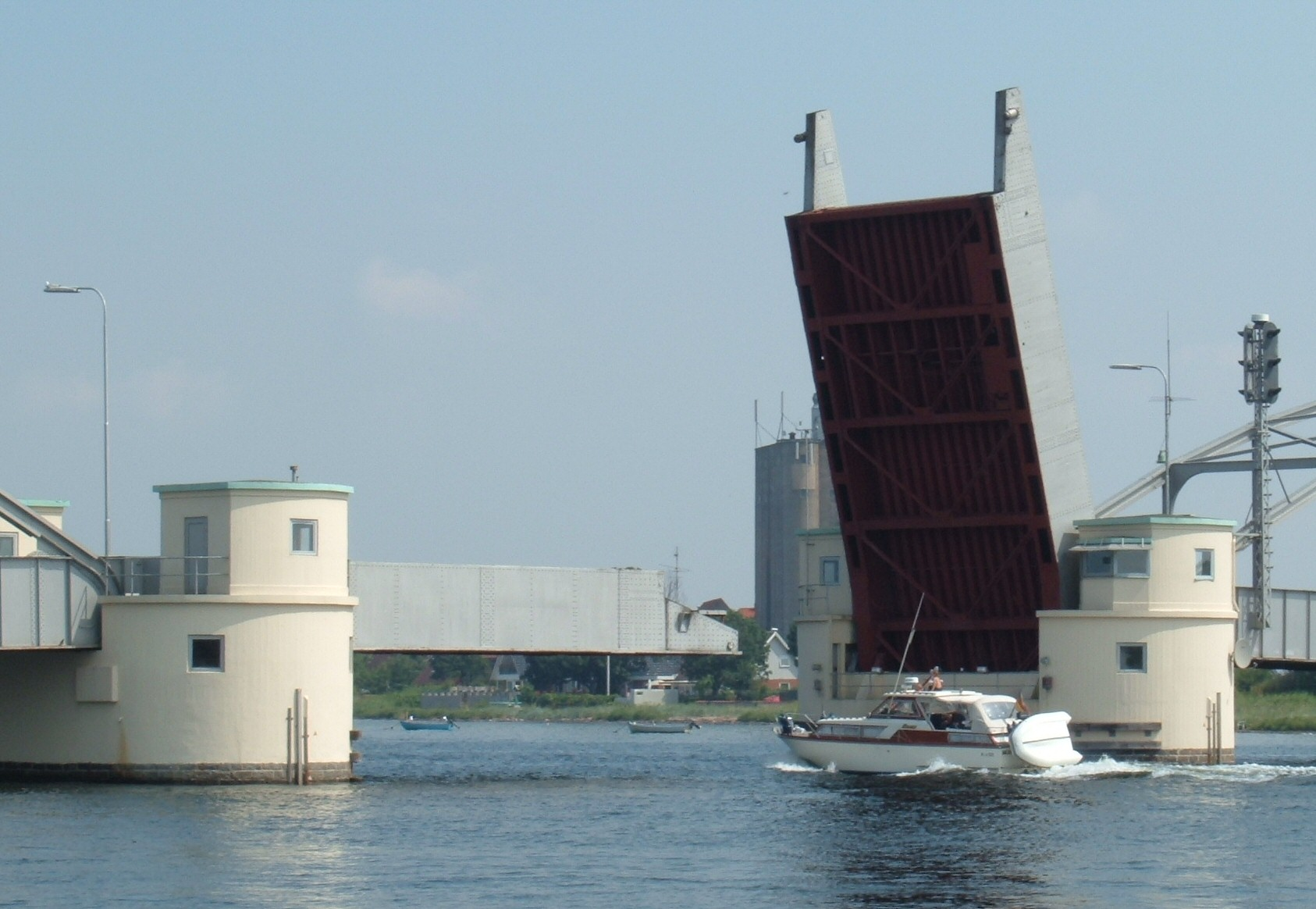
Vista del puente basculante Guldborgbroen

El Guldborgsund (en danés: Guldborgsund, que significa «sund de Guldborg») es un corto estrecho marino del grupo de estrechos daneses situado entre las islas de Lolland y Falster. Conecta el Smålandsfarvandet, en aguas del Gran Belt, al noroeste, con el golfo de Mecklemburgo, en aguas del mar Báltico, al sureste. Es navegable para embarcaciones de hasta 6 metros de calado en su parte septentrional y se usa para el tráfico comercial a Nykøbing Falster. La parte meridional es mucho menos profunda con una profundidad mínima de aproximadamente 2 metros, y sólo puede ser usada por yates y otras embarcaciones pequeñas.
Guldborgsund está atravesado por dos puentes levadizos: el Puente de Federico IX, en Nykøbing y el Puente de Guldborgsund, en Guldborg, en el extremo norte del estrecho. También hay un moderno túnel por el que discurre la eurorruta E47 desde Copenhague.
Guldborgsund fue el lugar donde se celebró en 2005 una reunión de la federación nacional de jóvenes scouts. 

## Otras acepciones
Guldborgsund es también el nombre de un dragaminas que sirvió a la Marina Real Danesa entre 1956 y 1993. Fue construido por Stephens Brothers Inc. en Stockton, California, y estrenado el 14 de marzo de 1956. Dos motores diésel de General Motors de 670 kW lo propulsaban a una velocidad máxima de 25 km/h. Con un peso de 375 toneladas tiene un alcance de 6670 km a 13 km/h. Estuvo tripulado por 33-37 hombres, incluidos cuatro oficiales, durante su servicio. Fue desmantelado el 4 de mayo de 1993.
- Datos: Q1554245
- Multimedia: Guldborg Sund / Q1554245